# Beauty & de brains
Beauty & de brains is de debuutsingle van de Nederlandse singer-songwriter Nielson uit 2012. Het stond twee jaar laten als derde track op zijn debuutalbum Zo van ah yeah.

## Achtergrond
Beauty & de brains is geschreven door Niels Littooij, Don Zwaaneveld, Lodewijk Martens en Matthijs de Ronden. Het lied is een ode aan de vriendin van de zanger. Nielson deed met het nummer mee aan de talentenshow De beste singer-songwriter van Nederland. Hij won dit programma niet, maar bracht vervolgens het lied wel als single uit. Het nummer was enkel in Nederland een hit, waar het de derde plaats in de Single Top 100 en een zevende plaats in de Top 40 behaalde. 
Het lied werd in 2013 door Rob Janssen bewerkt tot de carnavalskraker Alles in een. 